# Le Frisson des vampires
Le Frisson des vampires és una pel·lícula francesa de terror del 1971 dirigida per Jean Rollin. És la seva tercera pel·lícula de vampirs.

## Trama
Dos nuvis, Isla i Antoine, estan de lluna de mel, camí de visitar els dos cosins de l'Isle. Quan arriben al poble descobreixen que els seus cosins van morir el dia abans. L'Isle i l'Antoine van al castell on vivien. Un cop allà són rebuts per dues dones Renfield que els ensenyen una habitació.
Isle va al cementiri per visitar les tombes dels seus cosins, i una dona anomenada Isabelle li diu a Isle que estava a punt de casar-se amb els seus dos cosins, però d'alguna manera ja era les seves núvies. L'Isle decideix dormir sola aquella nit perquè està molesta. Mentre es prepara per anar al llit, una dona emergeix del rellotge de l'avi. Es presenta com a Isolda i la porta de tornada al cementiri on mossega l'Isle al coll. Antoine, sentint-se sol, va a veure l'Isle, però ella no és a la seva habitació. Escorcolla el castell i arriba a la capella on sembla que s'està produint un sacrifici humà. Dos dels participants resulten ser cosins d'Isle i expliquen que han de matar la dona o ella es convertirà com ells: vampirs. Antoine torna a trobar l'Isle a la seva habitació i no està segur de si tot va ser un somni.
L'endemà al matí, a l'esmorzar, les Renfield li diuen a Isla i Antoine que els seus cosins no estan realment morts. Antoine va a la biblioteca per trobar-se amb els cosins, però en canvi és noquejat pels llibres. Quan arriba, Antoine torna al menjador on finalment es troba amb els cosins. Aquella nit l'Isle decideix tornar a dormir sola, deixant l'Antoine enfadat. Isolda torna a Isle i la mossega de nou al coll. L'Isabelle li diu a una amiga que els cosins de l'Isle van ser una vegada assassins de vampirs i van ser mossegats per vampirs. Isabelle descobreix més tard que els cosins encara estan vius i sota el control d'Isolda i Isolda li diu que ja no és benvinguda al castell. Agafa a Isabelle i li perfora els pits amb els seus mugrons punxeguts. Enfadats amb ella per fer això, els cosins violen Isolda.
Aquella nit les Renfield desperten l'Antoine i el porten a la capella on està a punt de tenir lloc una cerimònia que implica Isle, Isolde, les Renfield i els cosins. Antoine obre la porta per descobrir que tots han desaparegut. Sense saber si això també era un somni, corre a l'habitació de l'Isle per dir-li que han d'escapar. Ella li diu que no i que els seus cosins són l'única família que li queda, així que l'Antoine decideix dormir al sofà de la seva habitació. L'endemà al matí, l'Isle crida que la llum del sol li fa mal als ulls quan l'Antoine obre les cortines. Aquella nit és la iniciació d'Isle quan se li donarà el petó final i es convertirà en vampir. Antoine intenta trencar-ho emportant-se l'Isle. Els cosins els segueixen fins a una platja. Isolda intenta entrar al seu taüt però el troba en flames. Les Renfield van posar una creu a la porta de la tomba, segellant Isolda dins, així que Isolda es mossega el canell i mor. Antoine demana a Isle que vagi amb ell, però ella es queda amb els seus cosins mentre esperen la sortida del sol.

## Repartiment
- Sandra Julien - Isla
- Jean-Marie Durand - Antoine
- Jacques Robiolles
- Michel Delahaye
- Marie-Pierre Castel
- Kuelan Herce
- Nicole Nancel - Isabelle
- Dominique - Isolde

## Mitjans domèstics
Le Frisson des Vampires va ser llançat en VHS, en una versió de fotograma complet, al Regne Unit per Redemption Films el 27 de setembre de 1993.
Va ser llançat en DVD per Encore a Europa com un conjunt de dos discos que inclou una nova versió anamòrfica de pantalla panoràmica 16:9 / 1,77:1, pistes d'àudio remasteritzades digitalment en francès i anglès (doblades), una presentació de diapositives de fotos rares, comentari d'àudio de Rollin, escenes suprimides, el tràiler original i un fullet de 32 pàgines. Redemption va publicar novament en DVD el 27 de setembre de 2004 al Regne Unit i als EUA el 14 de setembre de 1999 per Image Entertainment.
La pel·lícula va ser emesa a Blu-ray el 2012 per Kino Lorber com a part d'una col·lecció de cinc discos, juntament amb  La Rose de fer ,   Fascination ,  La Vampire nue  i Lèvres de sang .

## Recepció
En una revisió contemporània, el Monthly Film Bulletin deia: "Les excel·lents qualitats visuals superen una narració inadequada i una música una mica irritant".